# Dieter Schweiger

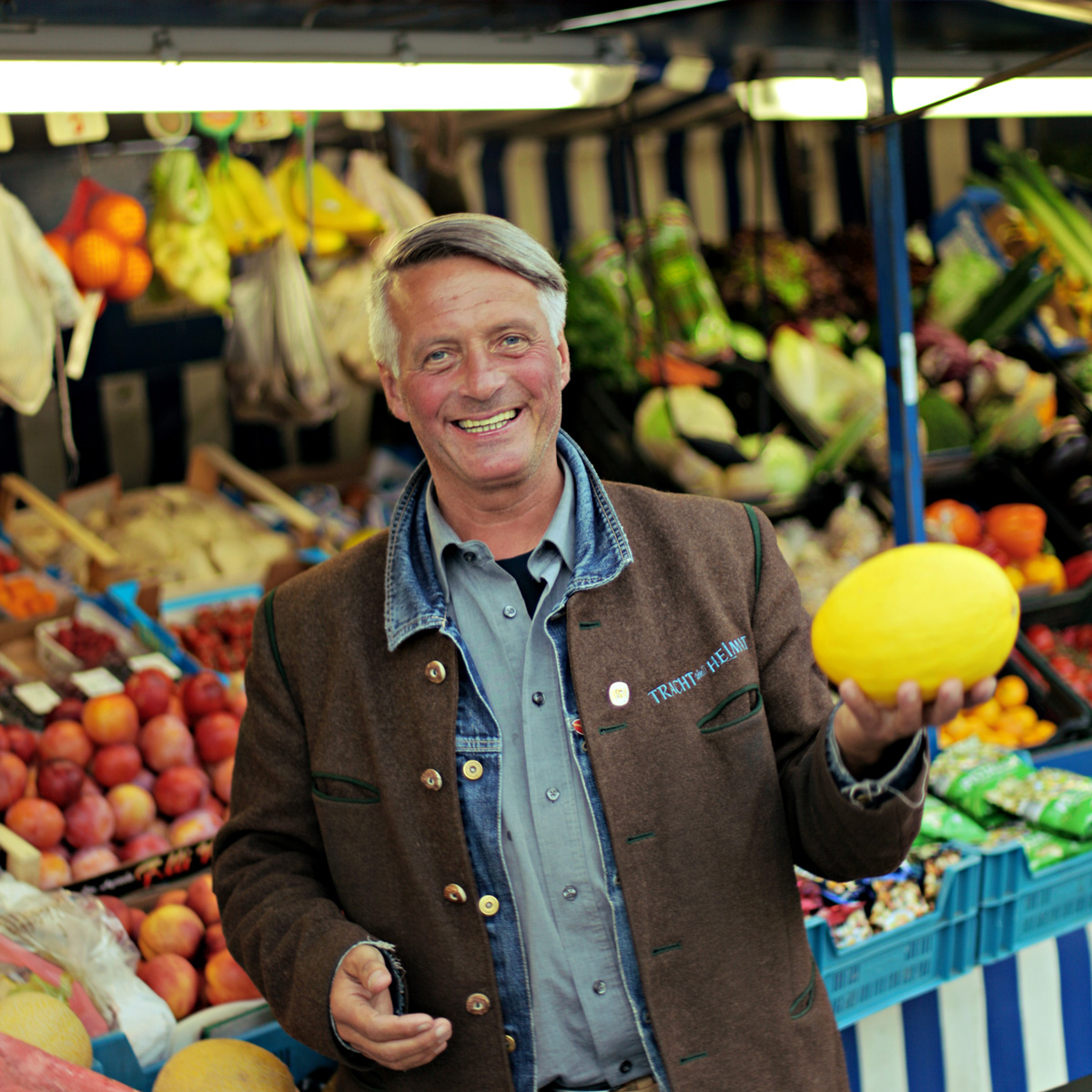
Dieter „Didi“ Schweiger 2014

Dieter „Didi“ Schweiger (* 26. November 1958 in München), auch bekannt als Obststandl-Didi, Bananen-Didi und Sechzger-Didi, ist ein Obst- und Gemüsehändler, Fernsehmoderator, Autor und ein Münchner Original.

## Leben
Dieter Schweiger wurde in München geboren. Sein Vater stammte aus Landshut, seine Mutter aus München.
Schweiger arbeitete in den Jahren von 1974 bis 1984 im Außendienst als Schwarzarbeiter-Fahnder für das Arbeitsamt. Als er seinen Arbeitsplatz aufgrund von Rationalisierungen gefährdet sah, entschied er sich für die Selbstständigkeit als Betreiber eines Obststandes in der Ludwigstraße am U-Bahnhof Universität, nahe der Ludwig-Maximilians-Universität, direkt gegenüber dem Verkaufsstand seines Bruders Georg. Sein erster Arbeitstag dort war der 16. Februar 1984.

### Medienpräsenz
Regionale Bekanntheit erlangte Dieter Schweiger durch seine fünfzehnjährige Tätigkeit als sogenannter „Wetterfrosch“ für RTL München live. Seit dieser Zeit genießt er den Ruf eines Münchner Originals. Kurz nach der Fusion von RTL München live mit München TV verließ er den Sender und moderiert seitdem für einen Internetsender. Zudem hatte er einzelne Rollen in kleineren Fernseh- und Filmproduktionen. 2010 veröffentlichte er beim Starks-Sture Verlag sein Buch Münchner Obststandl Gschicht’n, aus dem er auch im Café Tambosi vorlas.
2014 war Schweiger Hauptdarsteller einer mit dem Deutschen Webvideopreis in der Kategorie „WIN“ (Wirtschaft und Unternehmen) ausgezeichneten Imagefilm-Parodie S’Lebn is a Freid! Die Mutter aller Imagefilme. Mit dem Film wollte Regisseur Peter Schels aufzeigen, dass erstens die Größe eines Unternehmens egal sei, zweitens die Inhalte der meisten Unternehmensfilme komplett austauschbar seien und drittens allein die Glaubwürdigkeit der Personen zähle.
Im Frühjahr 2014 erhielt er von der E-Learning-Plattform Tutoria einen Vertrag für einen zweiteiligen Online-Sprachkurs in bayerischer Mundart zum Thema Oktoberfest.

### Trivia
Schweiger ist unter dem Spitznamen „Sechzger-Didi“ ein bekannter Anhänger des TSV 1860 München. 2009 warb er Neumitglieder des Vereins mit einer kostenlosen Tüte voll Obst an. Von dem Verkauf seines Buches spendet er dem Verein zehn Prozent, was einem Betrag von 1,86 Euro („1,860“) je Buch entspricht.

## Veröffentlichungen

### Sonstiges
- Bayrisch lernen. Vom Preiß zum Original. (zweiteiliger Mundart-Sprachkurs), tutoria, 2014.

## Filmografie
- 2007: Cocoon (Kurzfilm, Regie: Hana Tsutsumi)
- 2011: Münchner Originale (BR-Dokumentation über Franz Xaver Krenkl)[16]
- 2013: S’Lebn is a Freid! Die Mutter aller Imagefilme (Webvideo, Regie: Peter Schels)

## Auszeichnungen
- Deutscher Webvideopreis 2014 in der Kategorie „Win“ für S’Lebn is a Freid! Die Mutter aller Imagefilme